# 照國神社の熊手
「照國神社の熊手」（てるくにじんじゃのくまで）は、キング・クリームソーダの5枚目のシングル。2016年3月16日にFRAMEから発売された。

## 概要
2016年1月よりテレビ東京系アニメ『妖怪ウォッチ』のオープニングテーマに使用されている。
タイトルにある照國神社は鹿児島県鹿児島市照国町にある第11代薩摩藩主島津斉彬（照国大明神）を祭神とする神社のことであり、歌詞には、タイトルにもなっている照國神社をはじめとして、城山、天文館といった鹿児島県鹿児島市の地名が盛り込まれている。

## 収録曲
全曲作詞：motsu・高木貴司 作曲・編曲：菊谷知樹
1. 照國神社の熊手 (3:57)
テレビアニメ『妖怪ウォッチ』OPテーマ。
2. Shake Shake 黄金のShake (4:21)
ニンテンドー3DSソフト『妖怪ウォッチバスターズ月兎組』OPテーマ。
3. 照國神社の熊手（オリジナル・カラオケ）(3:56)
4. Shake Shake 黄金のShake（オリジナル・カラオケ）(4:19)

## その他
- 鹿児島県のローカルヒーロー『薩摩剣士隼人』のキャラクターと同県のPRキャラクター「ぐりぶー」ファミリーが、実際に照国神社や天文館などをバックに踊る本曲のダンス動画が、2016年7月より公開されている[3]。なお、鹿児島では『妖怪ウォッチ』を鹿児島テレビ放送で放送しているが、テレビ東京系列の本放送よりも約7ヶ月遅れのため、この曲がオープニングテーマになったのは2016年7月9日放送になってからであり、そのタイミングでの公開となった。